# Šalva Gadabadze
Šalva Gadabadze (* 30. května 1984) je gruzínský zápasník – klasik, který od roku 2008 reprezentoval Ázerbájdžán.

## Sportovní kariéra
Zápasení se věnoval od 9 let v gruzínském Tbilisi. Specializoval se na řecko-římský styl. V gruzínské mužské reprezentaci se ve váze do 84 kg neprosazoval na úkor Badriho Chasaiji. V olympijském roce 2008 se objevil v ázerbájdžánské reprezentaci a kvalifikoval se na olympijské hry v Pekingu. V Pekingu vypadl ve druhém kole s Maďarem Zoltánem Fodorem 1:2 na sety.
V roce 2010 ázerbájdžánskou reprezentaci posílil v jeho váze Íránec Saman Tahmásibí. Od roku 2011 startoval ve vyšší váze do 96 kg. V roce 2012 se kvalifikoval na olympijské hry v Londýně, kde vypadl v pvodním kole s Rustamem Totrovem z Ruska. V roce 2016 se na olympijské hry v Riu nekvalifikoval.

## Výsledky
| Turnaj             | Gruzie | Gruzie | Gruzie | Gruzie | Gruzie | Gruzie | Gruzie | Gruzie | Ázerbájdžán | Ázerbájdžán | Ázerbájdžán | Ázerbájdžán | Ázerbájdžán | Ázerbájdžán | Ázerbájdžán |  |
| Turnaj             | 2000   | 2001   | 2002   | 2003   | 2004   | 2005   | 2006   | 2007   | 2008        | 2009        | 2010        | 2011        | 2012        | 2013        | 2014        |  |
| Turnaj             | 16     | 17     | 18     | 19     | 20     | 21     | 22     | 23     | 24          | 25          | 26          | 27          | 28          | 29          | 30          |  |
| Turnaj             | -76    | -76    | -84    | -84    | -84    | -84    | -84    | -84    | -84         | -84         | -84         | -96         | -96         | -96         | -98         |  |
| ------------------ | ------ | ------ | ------ | ------ | ------ | ------ | ------ | ------ | ----------- | ----------- | ----------- | ----------- | ----------- | ----------- | ----------- |  |
| Olympijské hry     | —      |        |        |        | —      |        |        |        | úč.         |             |             |             | úč.         |             |             |  |
| Mistrovství světa  |        | —      | —      | —      |        | —      | —      | —      |             | 5.          | —           | úč.         |             | 3.          | úč.         |  |
| Mistrovství Evropy | —      | —      | —      | —      | —      | —      | úč.    | —      | —           | 3.          | úč.         | 3.          | 3.          | 5.          | úč.         |  |
| Univerziáda        |        |        |        |        |        | 1.     |        |        |             |             |             |             |             |             |             |  |
| MS juniorů         |        | —      |        | —      |        |        |        |        |             |             |             |             |             |             |             |  |
| ME juniorů         | —      |        | úč.    |        | úč.    |        |        |        |             |             |             |             |             |             |             |  |
| ME dorostenců      | 1.     | —      |        |        |        |        |        |        |             |             |             |             |             |             |             |  |